# Rafael Castillo
Rafael Castillo är en ort i Argentina.   Den ligger i provinsen Buenos Aires, i den centrala delen av landet, 25 km väster om huvudstaden Buenos Aires. Rafael Castillo ligger 35 meter över havet och antalet invånare är 103 992.
Terrängen runt Rafael Castillo är mycket platt. Runt Rafael Castillo är det mycket tätbefolkat, med 2 181 invånare per kvadratkilometer.. Närmaste större samhälle är Morón, 5,1 km norr om Rafael Castillo.
Runt Rafael Castillo är det i huvudsak tätbebyggt.